# Hecalus
Hecalus — рід цикадок із ряду клопів.

## Опис
Цикадки розміром 3—8 мм. Стрункі, звичайно зеленозабарвленні, з параболічним тім'ям і гострим тім'яним краєм. На теренах колишнього СРСР близько 4 видів.

## Систематика
У складі роду:
- Hecalus eximius (Kirschbaum, 1868)
- Hecalus glaucescens (Fieber, 1866)
- Hecalus storai (Lindberg, 1957)